# Mantova Sportiva 1938-1939
Questa pagina raccoglie le informazioni riguardanti il Mantova Sportiva nelle competizioni ufficiali della stagione 1938-1939.

## Stagione
Nella stagione 1938-1939 il Mantova ha disputato il girone B della Serie C. Si è classificato sesto con 25 punti.

## Rosa
| N. |                   | Ruolo | Calciatore         |
| -- | ----------------- | ----- | ------------------ |
|    | Italia (bandiera) | A     | Sergio Armanini    |
|    | Italia (bandiera) | C     | Remo Annigoni      |
|    | Italia (bandiera) | A     | Bruno Braga        |
|    | Italia (bandiera) | A     | Natale Dossena     |
|    | Italia (bandiera) | D     | Giovanni Faccioli  |
|    | Italia (bandiera) | C     | Giacomo Favalli    |
|    | Italia (bandiera) | A     | Ermanno Frattini   |
|    | Italia (bandiera) | C     | Franco Gasparini   |
|    | Italia (bandiera) | C     | Giancarlo Genesini |
|    | Italia (bandiera) | P     | Uber Gradella      |
|    | Italia (bandiera) | A     | Alido Grisanti     |

| N. |                   | Ruolo | Calciatore         |
| -- | ----------------- | ----- | ------------------ |
|    | Italia (bandiera) | D     | Amedeo Grossi      |
|    | Italia (bandiera) | A     | Giuseppe Marmiroli |
|    | Italia (bandiera) | C     | Pietro Menegazzi   |
|    | Italia (bandiera) | C     | Napoleone Moretti  |
|    | Italia (bandiera) | D     | Romano Negrini     |
|    | Italia (bandiera) | C     | Palmiro Olivieri   |
|    | Italia (bandiera) | D     | Achille Querci     |
|    | Italia (bandiera) | A     | Bruno Romanelli    |
|    | Italia (bandiera) | A     | Guerino Silvestri  |
|    | Italia (bandiera) | A     | Aldo Talassi       |
|    | Italia (bandiera) | P     | Ennio Vaini        |